# 匙叶草
匙叶草（学名：Latouchea fokienensis）为龙胆科匙叶草属下的一个种。

## 扩展阅读
- 維基物種上的相關：匙叶草